# Rómulo Ernesto Durón
Rómulo Ernesto Durón y Gamero (6 de julio de 1865, Comayagüela, Francisco Morazán, 13 de agosto de 1942, Tegucigalpa,M.D.C. Honduras). fue un abogado y político hondureño, que además de la jurisprudencia se dedicó a la poesía, traducción (idiomas: inglés-español), ensayismo, docencia de universidad y a la investigación histórica, de la cual sobresalen varias biografías.

## Biografía
Rómulo Ernesto Durón y Gamero, o conocido como “Rómulo E. Durón”, nació en la ciudad de Comayagüela, en fecha 6 de julio de 1865 y falleció el 13 de agosto de 1942 en la capital de Honduras, Tegucigalpa, M.D.C. Francisco Durón y Casimira Gamero fueron sus padres.
Regresó de su educación superior en la Universidad Central de Honduras (hoy UNAH), donde obtuvo el título de Licenciado en Leyes; rápidamente fue nombrado juez de primera instancia en un juzgado capitalino, seguidamente magistrado en una Corte de Apelaciones y luego sería magistrado de la Corte Suprema de Justicia de Honduras. En dicho cargo descubriría su vocación por la educación y se inclinó a impartir clases en la carrera de leyes en la universidad, posteriormente fue nombrado decano de la facultad de derecho de la UNAH, seguidamente, en 1909, fue elevado a rector de dicho centro de estudios superiores hasta 1911 y de ahí confirmado hasta 1915.
Para 1915 se trasladó a la ciudad de Washington D. C., Estados Unidos de América junto a notables hondureños como: el doctor Fausto Dávila, al licenciado Luis Landa Escober, Carlos Alberto Uclés, Pedro P. Amaya, Carlos Lagos, al Segundo Congreso Científico Panamericano.

Rómulo E. Durón, de inclinación liberal, está considerado uno de los fundadores del Partido Liberal de Honduras (PLH), en cuanto al nuevo liberalismo conformado a principios del siglo XX.
En 1915 fue nombrado Ministro de Instrucción Pública, periodo en el cual se aprobó el Himno Nacional de Honduras actual, con letra del compositor Augusto C. Coello y música del maestro alemán Carlos Hartling, este himno fue ensayado y entonado por primera vez en 1904, en el Cuartel San Francisco de Tegucigalpa, previo a su aprobación, el himno que era entonado era “La Granadera” con letra del mismo doctor Rómulo E. Durón.

## Revolución de 1924
En 1924 era Ministro de Relaciones Exteriores en el Gabinete de gobierno del presidente general Rafael López Gutiérrez, cuando este intentó quedarse en el poder y fue obligado a renunciar debido al estallido de la Segunda Guerra Civil de Honduras o Revolución Reivindicatoria, encabezada por el doctor y general Tiburcio Carias Andino, general Vicente Tosta Carrasco y general Gregorio Ferrera. Desde el 10 de marzo hasta el 30 de abril fue parte del Consejo de Ministros encabezado por el doctor y general Francisco Bueso Cuéllar en la administración del país, seguido por la gestión del ministro Fausto Dávila, paralela a la declarada por el doctor y general Carias Andino. Las partes beligerantes, gobierno y revolución, se declararon la paz debido a la intervención del embajador de los Estados Unidos de América y el nombramiento del general Vicente Tosta Carrasco como presidente para 1924-1925.

## Periodismo
- Fundador de la Revista semanario “El Trabajo”, publicación de la ciudad de Santa Rosa de Copán.
- Director de la “Revista de la Universidad”, ediciones de la UNAH.
- Director del periódico “Paz y Unión”, de opiniones políticas y liberalismo al día.
- Director de la revista cultural “La Revista” de Tegucigalpa.

Fundador del “Teatro Cervantes” (hoy Teatro Nacional Manuel Bonilla) en la ciudad de Tegucigalpa. Durón fue uno de los historiadores más destacados de Honduras. En sus investigaciones biográficas de personajes como el licenciado Juan Lindo y el doctor Marco Aurelio Soto, gobernantes que fueron de la naciente Honduras del siglo XIX, como también se puede apreciar su incalculable labor en la traducción del inglés al español de las obras de Moore, de Edgar Allan Poe y de Lord Byron, de quien tradujo completamente la obra dramática “Manfredo”, en 1893 y la expuso en teatro, como también expondría algunas de las “Pastorelas”, del presbítero José Trinidad Reyes.

## Obras publicadas
- 1887. “Ensayos poéticos”
- 1893. “Crepusculares”
- 1896. “Honduras Literaria, Colección de escritos en verso y prosa”, Tipografía Nacional, Tegucigalpa, D.C. Honduras. (1896)
- 1904. “La Provincia de Tegucigalpa bajo el gobierno de Mallol” (Narciso Mallol) Tegucigalpa, Honduras.
- 1906. “Pastorelas del Presbítero José Trinidad Reyes” Tegucigalpa, Honduras.
- 1905. “Hojas literarias” Tegucigalpa, Honduras.
- 1908. “La Campana del reloj” San José, Costa Rica.
- 1915. Biografía del Presbítero Francisco Antonio Márquez. Tegucigalpa, Honduras[4][5]
- 1902. “Gobernantes de Honduras” Tegucigalpa, Honduras.
- Biografía del Obispo “José Nicolás Irías” José Nicolás Irías Midence, Tegucigalpa, Honduras.[6]
- Biografía de Gonzalo Guardiola, Tegucigalpa, Honduras.[7]
- 1932. Biografía del Licenciado Juan Lindo. Tegucigalpa, Honduras. (Juan Nepomuceno Fernández Lindo y Zelaya.
- Biografía del General José Justo Milla Pineda, Tegucigalpa, Honduras[8] (José Justo Milla. Edición de revista de la Sociedad de Geografía e Historia de Honduras. (1940).
- Biografía del Doctor Marco Aurelio Soto, Tegucigalpa, Honduras. Publicada en 1965.
- Biografía del Licenciado José Cecilio del Valle, Tegucigalpa, Honduras. Publicada en 1914.
- 1917. Traducciones de obras de: Lord Byron, Moore y de Allan Poe.
- 1917. “Floriana” Tegucigalpa, Honduras.
- 1927. “Bosquejo Histórico de Honduras” publicado por la Sociedad de Geografía e Historia de Honduras, San Pedro Sula, Cortés, Honduras.
- 1932. “Limites de Nicaragua” (investigación histórica) Tegucigalpa, Honduras.
- 1938. “Nicaragua ante el Laudo del rey de España” (investigación histórica) Tegucigalpa, Honduras.
- "Himno Nacional de Centroamérica"
- Himno “La Granadera” (Previo himno nacional de la república Honduras)

## Condecoraciones
- 1906. Obtuvo el Premio por poesía en los Juegos Florales de Tegucigalpa, Honduras.

## Membresías
- Miembro del Colegio de Abogados de Honduras
- Miembro de la Sociedad de Geografía e Historia de Honduras.
- Miembro de la Academia Hondureña de la Lengua.

## Reconocimiento póstumo
El Instituto Rómulo Ernesto Durón, de educación secundaria y localizado en El Progreso en el Departamento de Yoro, fue bautizado con su nombre.